# جائزة إيفي
جوائز إيفي (Effie Awards) عبارة عن جوائز تمنح في مجال اتصالات التسويق سنويًا من خلال شركة Effie Worldwide, Inc.، وهي عبارة عن منظمة غير هادفة للربح، لتكريم أكثر أفكار اتصالات التسويق فاعلية: أي الأفكار التي تؤتي ثمارها. ومهمة Effie Worldwide هي تشجيع الفاعلية بين العاملين في مجال اتصالات التسويق من خلال التعليم والتكريم.
وقد تم بدء توزيع جوائز إيفي في عام 1968 في الولايات المتحدة من خلال اتحاد التسويق الأمريكي في نيويورك، وهو عبارة عن منظمة لا تهدف إلى الربح وتكرس نفسها لتطوير فن التسويق بين المحترفين. وقد ذاع صيت تلك الجوائز على الصعيد العالمي بعد أن تم تأسيسها في الولايات المتحدة، حيث ظهرت البرامج الأولى لها في ألمانيا في عام 1981 ثم في النمسا وهولندا وبلجيكا وسويسرا في عام 1984، ثم في فرنسا وتشيلي وبيرو في بدايات التسعينيات من القرن العشرين.
واليوم، هناك أكثر من 40 برنامجًا قوميًا وإقليميًا من جوائز إيفي في مختلف أرجاء العالم، حيث تنتشر في منطقة آسيا والمحيط الهادئ وأوروبا وأمريكا اللاتينية وأمريكا الشمالية والشرق الأوسط / شمال أفريقيا. وتهدف برامج إيفي إلى تكريم أفضل حالات اتصالات التسويق فاعلية داخل الدولة الواحدة وبين المناطق المختلفة وعلى الصعيد العالمي كذلك.
وبالإضافة إلى استضافة الأحداث والمؤتمرات وندوات الويب السنوية لتكريم الفائزين ونشر المعرفة بأفكار اتصالات التسويق التي ساعدت على تحقيق النجاح، تقوم شركة Effie بنشر قاعدة بيانات على الإنترنت للحاصلين على الجوائز والنتائج التي تمكنوا من تحقيقها كأداة تعليمية.
وحيث أن اسم الشركة كان يعتقد في بعض الأحيان أنه عبارة عن اختصار، فإن اسم شركة Effie يعتبر اختصارًا وهميًا، حيث أن الحروف المكونة لهذا الاسم لا تشير إلى كلمات مفردة. وفي واقع الأمر، فإن الاسم عبارة عن اختصار، حيث أنه مشتق من الكلمة الإنجليزية effectiveness (التي تعني الفاعلية)، والتي تعد بمثابة السمة المميزة في شركة Effie.

## وصلات خارجية
- الموقع الرسمي
- Published Case Database